# It's a Wonderful World (chanson)
Pour les articles homonymes, voir It's a Wonderful World.
It’s a Wonderful World est une chanson composée par Syd Tepper et Roy C. Bennett et interprétée par Elvis Presley pour le film Roustabout (L’Homme à tout faire), en 1964. Elle a été enregistrée le 2 mars de la même année. C’est la 13e prise qui a été retenue pour la sortie officielle, sur l’album Roustabout et dans le film. Bien qu’elle n’ait pas reçu de nomination aux Oscars, la chanson s’est rendue aux préliminaires.